# ISO 3166-2:CW
ISO 3166-2:CWは、ISOの3166-2規格のうち、CWで始まるものである。カリブ海にあったオランダの自治領・オランダ領アンティル（国コード：AN）が2010年10月に複数の地域へ解体されたことに伴い、同地域に属していたキュラソーへ新たに割り当てられた。
キュラソーはISO 3166-1(ISO 3166-1 alpha-2)で、CWを国コードとして割り振られている。ISO 3166-2:CWに対応する行政区分コードの割り当てはない。